# Culture de Maïkop
Subdivisions
Culture de Novosvobodna
Objets typiques
Kourganes, or, argent et bronze

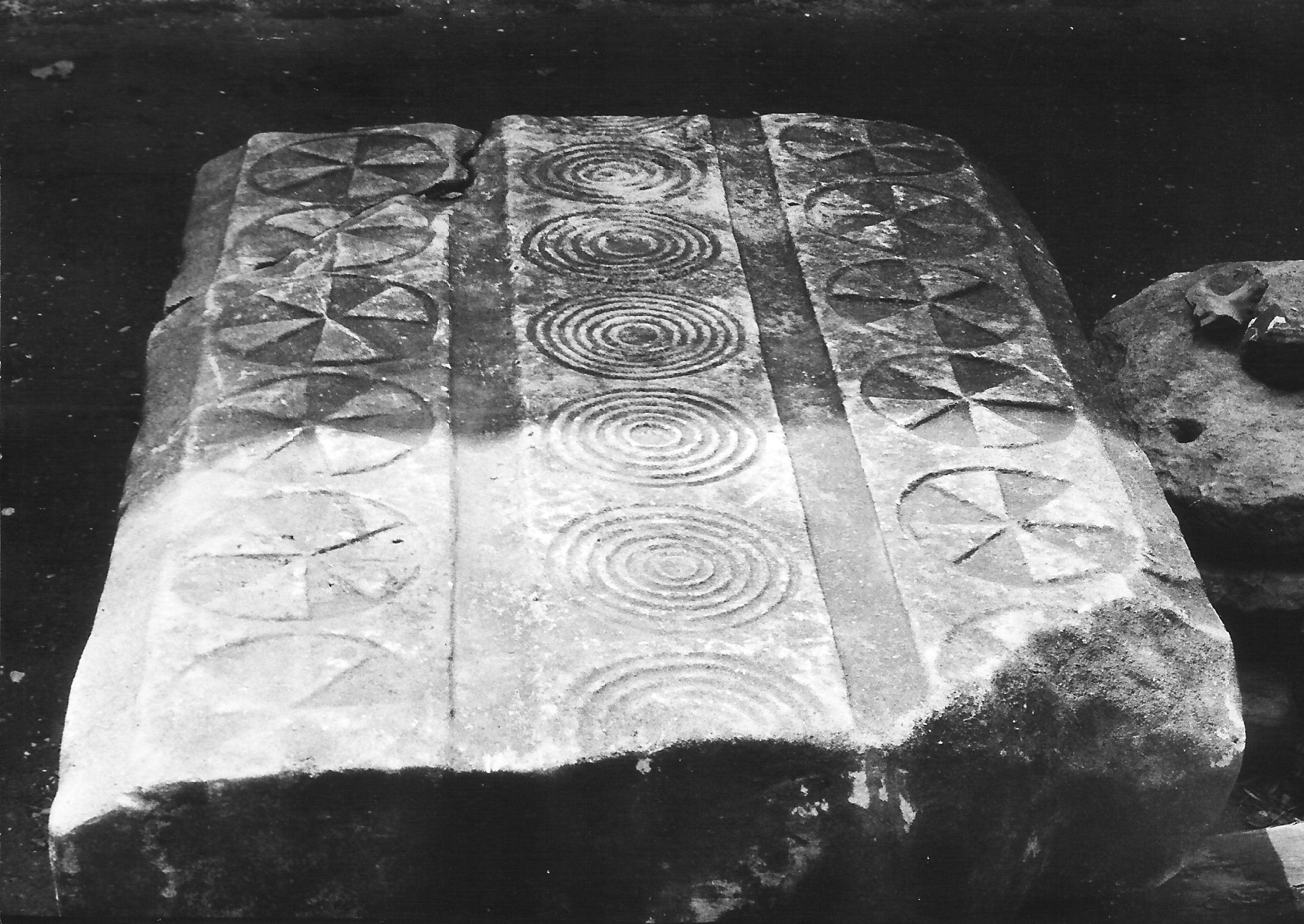
Dalle sculptée de la culture de Novosvobodna, considérée soit comme une variante de la culture Maïkop, soit comme une culture indépendante intrusive au milieu de la culture Maïkop.

La culture de Maïkop est une culture archéologique qui s'est développée du Néolithique final à l'Âge du bronze ancien, sur une aire géographique allant de la péninsule de Taman et du Kouban, bordant la mer Noire, à l'ouest, jusqu'au Caucase au sud, et à l'actuelle Tchétchénie à l'est. Elle doit son nom au kourgane de Maïkop, daté entre le milieu du IVe millénaire av. J.-C. et le milieu du IIIe millénaire av. J.-C., qui a été trouvé en 1897 par l'archéologue Nikolaï Vesselovski (1848-1918) près de Maïkop. Ce tumulus comprenait une sépulture royale avec de nombreux objets d'or et d'argent.
Elle a subi l'influence de la culture Kouro-Araxe (3500 à 2000 av. J.-C.) qui la borde au sud et s'étend vers l'Anatolie orientale. Au nord et à l'est se trouve l'aire de la culture Yamna qui lui est contemporaine, et immédiatement au nord, la culture de Novotitorovka (3300-2700).
La culture de Maïkop apparaît entre 4000 et 3900 avant notre ère. Elle est surtout connue pour ses pratiques d'inhumation. Les sépultures sont bordées de pierres et surmontées d'un kourgane. C'est donc dans cette première culture qu'apparaissent les premiers kourganes. Plus tard, les tumulus de pierres soutiennent les kourganes. Cette culture est remarquable par l'abondance des objets de bronze finement décorés, ainsi que des objets d'or et d'argent.

## Hypothèses
Selon l'hypothèse kourgane de Marija Gimbutas en 1956, qui a étudié les rites funéraires de ces populations, elle proviendrait d'intrusions originaires des steppes pontiques en direction du Caucase. Elle participe à la deuxième vague du milieu du IVe millénaire av. J.-C. qui s'est ensuite étendue en Europe du Nord vers l'an 3000. Ces tribus auraient des liens linguistiques et ethniques avec des Proto-Indo-Européens et seraient liées au groupe inférieur de Mikhaïlovka et à la culture de Kemi Oba (3700-2000) qui s'étendait dans l'actuelle péninsule de Crimée.
Les archéologues Tamaz Gamkrelidzé et Viatcheslav Ivanov estimaient en 1984 que les tribus proto-indo-européennes de la culture de Maïkop provenaient du sud du Caucase et du nord de l'Anatolie.

## Caractéristiques
La culture de Maïkop est connue pour ses vastes et riches tumulus funéraires, en particulier sur le site éponyme de Maïkop, qui reflètent l'émergence d'un nouveau système d'organisation sociale.
La culture de Maïkop est également le berceau de la culture métallurgique circumpontique, celle des cuivres arséniés. Après un mouvement d'expansion très important, elle englobera tout le bassin de la mer Noire au IIIe millénaire. Elle livre une production métallique importante avec des objets comme le poignard à languette, la hache plate, la hache de combat. Ces objets cohabitent avec des poignards et des armatures de flèches finement ouvragées en roche siliceuse. L'épée de bronze la plus ancienne connue du monde date de la culture de Maïkop (2e tiers du IVe millénaire av. J.-C.). Elle a été découverte dans une sépulture près de Novosvobodnaïa et est exposée au musée de l'Ermitage de Saint-Pétersbourg (longueur 63 cm).
Les kourganes de Maïkop sont extrêmement riches en artefacts en or et en argent, ce qui est inhabituel pour l'époque.

### Art
Au début du XXe siècle, les chercheurs ont établi l'existence d'un style animal local dans les artefacts trouvés. Ce style a été considéré comme le prototype des styles animaux des cultures archéologiques ultérieures : le style animalier Maïkop est de mille ans plus ancien que les styles animaliers de l'art celte et de l'art des steppes, qu'il soit scythe ou sarmate.

## Économie
L'économie de ces tribus est basée sur l'agriculture par la houe (en pierre ou en bronze) et l'élevage de troupeaux bovins ou ovins, ainsi que de chevaux et de porcs. Il semble aussi que la cueillette joue aussi un certain rôle. Les établissements humains sont de peu de durée et sont constitués de huttes de planches jointes par de l'argile, de forme carrée ou ovale, d'environ 5 m2. Le sol est de terre battue ou de galets. Ils utilisent la roue et se déplacent en chariots. Un chariot a notamment été découvert dans le kourgane de Novokorsunskaya dans le Kouban, au nord du Caucase
L'agriculture est souvent faite en terrasses, ce qui constitue un des exemples les plus anciens du monde.
Après l'introduction de l'élevage dans la région, les populations des steppes de l'âge du bronze ont innové un nouveau système économique de pastoralisme mobile axé sur les ovins et les bovins, et les établissements durables ont disparu de la steppe pendant les deux millénaires suivants. Cette nouvelle forme plus mobile de pastoralisme est d'abord évidente parmi les groupes steppiques de Maïkop tardif (3500-2900 av. J.-C.), qui relèvent largement de la sphère culturelle de Maïkop tardif mais sont génétiquement distincts de leurs homologues de plus haute altitude. La production laitière ovine accompagne les premières formes de pastoralisme néolithique dans le Caucase du Nord. Au cours du quatrième millénaire avant notre ère, les populations de Maykop et du début de Yamna concentrent la production laitière exclusivement sur les moutons tout en réservant le bétail à la traction et à d'autres fins.
Le transport à roues sous la forme de chariots apparaît pour la première fois dans les kourganes (tumulus) de la steppe tardive de Maïkop dans la seconde moitié du quatrième millénaire avant notre ère. Cette technologie est considérée comme essentielle pour permettre la mobilité des ménages requise pour le pastoralisme mobile. Des attelages de bœufs datant de la même période ont encore facilité la mobilité.

## Échanges

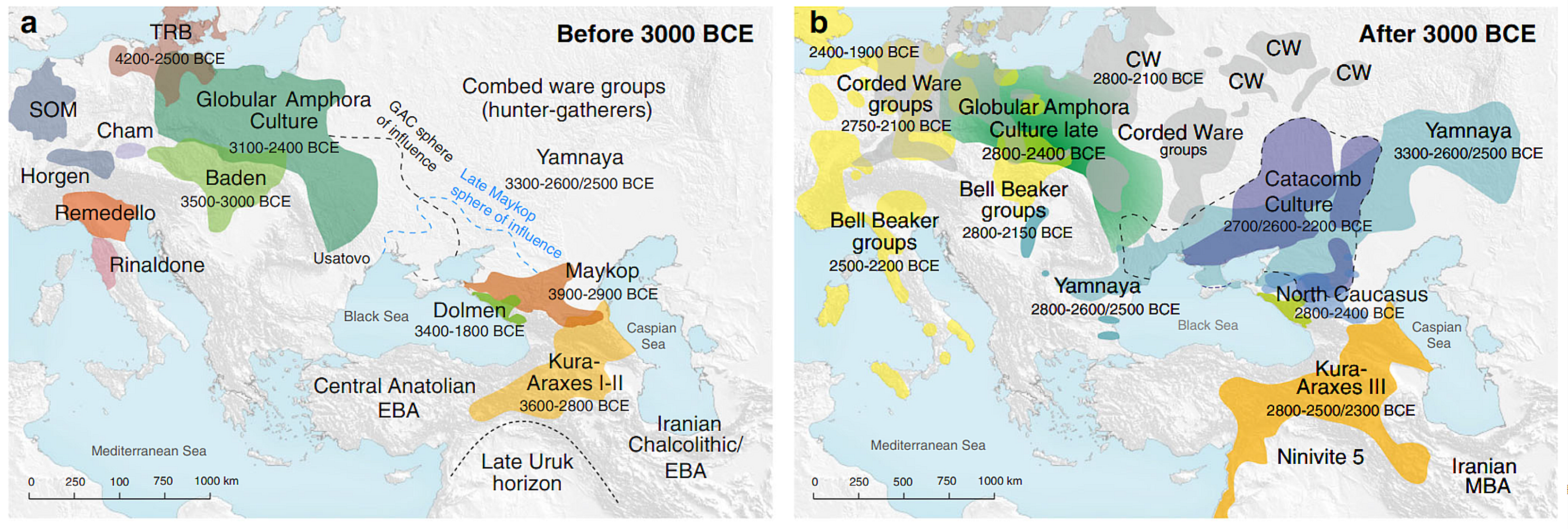
Culture de Maïkop et répartition des cultures archéologiques en Europe et dans le Caucase avant et après 3000.

Les hommes de Maïkop font commerce du bronze et possèdent des turquoises en provenance de l'actuel Iran, et du lapis-lazuli de l'actuel Afghanistan.
La culture de Maïkop a également des liens plus distants avec la culture des amphores globulaires et la culture de la céramique cordée.
Le fleuve Kouban est navigable pendant une bonne partie de l'année. Il permet de rejoindre la mer d'Azov et le territoire de la culture Yamna, et par les cours d'eau, le Don et la région de l'actuelle ville de Donetsk. La culture de Maïkop jouissait donc d'une position géographique propice aux échanges commerciaux.

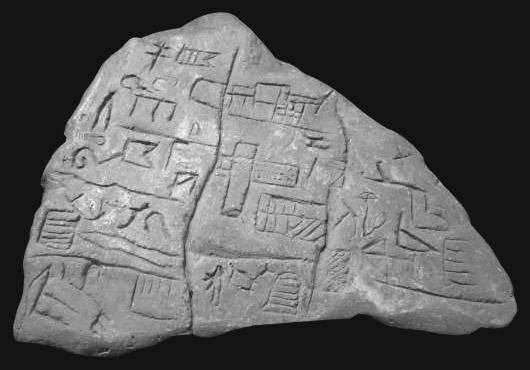
Plaque inscrite de Maïkop
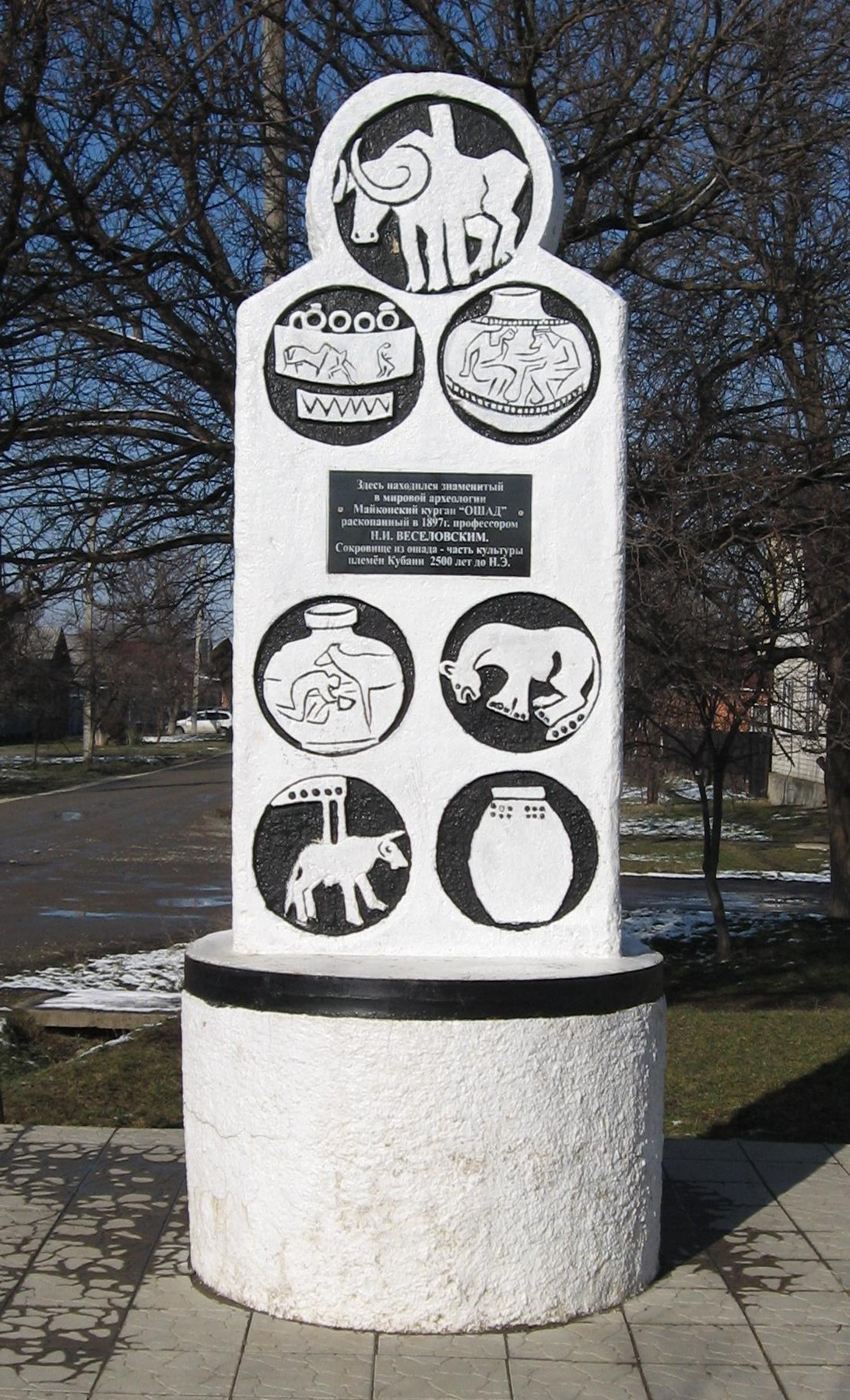
Monument commémoratif sur le site du tumulus de Maïkop

## Génétique
À l'intérieur de la culture de Maïkop, les études génétiques ont révélé qu'il existe une différence entre les groupes des steppes et ceux du Caucase qui sont génétiquement distincts. Les individus étudiés des tumuli de la zone steppique herbeuse, associés archéologiquement au complexe culturel « Steppe Maïkop », n’ont pas de composante liée aux agriculteurs anatoliens à la différence des individus contemporains de Maïkop des contreforts. Au lieu de cela, ils portent une troisième et une quatrième ascendance qui est profondément liée aux Sibériens et aux Amérindiens du Paléolithique supérieur, respectivement, et aux Asiatiques du Nord actuels, tels que les Nganassanes en Sibérie du Nord.
Les individus étudiés situés dans les contreforts nord du Caucase ressemblent beaucoup aux individus précédents de l'Âge du cuivre caucasien et présentent une continuation du profil génétique local. Globalement, ce profil d'ascendance caucasienne se situe entre les individus chalcolithiques arméniens et iraniens et ne peut pas être distingué des individus de la culture Kouro-Araxe (EBA arménien), suggérant une double origine impliquant le néolithique anatolien/levantin et une ascendance irano-caucasienne (CHG), avec seulement une contribution minimale de chasseurs cueilleurs du Nord Ouest ou Est de l'Eurasie (EHG/WHG) éventuellement dans le cadre de l'ascendance liée aux agriculteurs anatoliens.
La distinction est nette dans la distribution des haplogroupes du chromosome Y, avec les types R1/R1b1 et Q1a2 dans les types Steppe et les types L, J et G2 dans le groupe Caucase. En revanche, la distribution des groupes mitochondriaux est plus diverse et similaire dans les deux groupes.
La preuve d'une interaction entre les groupes du Caucase et de la steppe est visible dans les données génétiques associées à la dernière phase de la steppe de Maykop, il y a environ 5 300 à 5 100 ans.